# VFA-105
105ème Escadron de chasseurs d'attaque
Le Strike Fighter Squadron ONE ZERO FIVE (STRKFITRON 105 ou VFA-105), est un escadron de chasseurs d'attaque de l'US Navy stationné à la Naval Air Station Oceana, en Virginie, aux États-Unis. L'escadron a été créé en 1967 et est surnommé "Gunslingers" .
Le VFA-83 est équipé du F/A-18E/F Super Hornet ; leur indicatif radio est Canyon et leur code de queue est AC. Il est actuellement affecté au Carrier Air Wing Three sur l'USS Dwight D. Eisenhower (CVN-69) et sous le commandement du Strike Fighter Wing Atlantic (Naval Air Force Atlantic).

## Historique

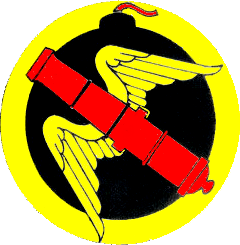
Insigne du VA-105 en 1953

Deux escadrons distincts ont été désignés VA-105. Le premier VA-105 a été créé le 1er mai 1952 et supprimé le 1er février 1959 pilotant le Douglas AD Skyraider . Le second a ensuite été établi en tant qu' Attack Squadron 105 (VA-105), le 1er novembre 1967 au Naval Air Station Cecil Field (en) pilotant le nouveau A-7A Corsair II. Le 4 mars 1968, l'escadron a terminé sa formation avec le VA-174 et est devenu une unité opérationnelle de la flotte de l'Atlantique.

### Années 1960
Le VA-105 a entrepris son premier déploiement en Asie du Sud-Est à bord de l'USS Kitty Hawk (CV-63), participant à des opérations de combat dans le golfe du Tonkin de janvier à octobre 1969. À la suite de l'abattage d'un EC-121 du VQ-1 (en) par un MiG-21 nord-coréen au-dessus de la mer du Japon en avril, l'USS Kitty Hawk fit partie du maintien d'une présence américaine continue au large des côtes coréennes.

### Années 1970

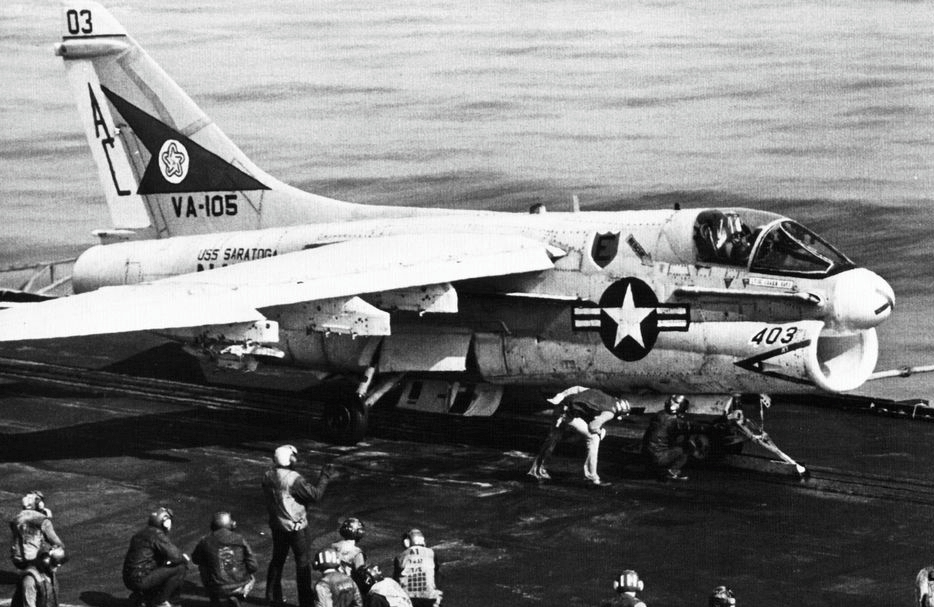
A-7E Corsair II du VA-105 sur USS Saratoga, en 1976

En septembre et octobre 1970, à la suite du détournement de plusieurs avions de ligne par des Palestiniens, au déclenchement de violents combats en Jordanie et à l'invasion de la Jordanie par la Syrie, l'USS Saratoga (CV-60) effectuant son premier déploiement avec le VA-105 embarqué, opère en Méditerranée orientale, prêt à soutenir une évacuation de Américains de Jordanie et pour montrer leur soutien au gouvernement jordanien.
L'USS Saratoga effectuera sept autres déploiements durant cette décennie avec le Carrier Air Wing Three (CVW-3), un dans le Pacifique occidental et six en mer Méditerranée. En 1972, l'escadron a participé à l'Opération Linebacker et à l'Opération Linebacker II, opérant de lourdes frappes aériennes contre des cibles au Nord-Vietnam pour interdire le flux de ravitaillement vers le Sud-Vietnam.
En mai 1973, l'escadron est passé à l'A-7E Corsair II.

### Années 1980
En juin 1982, à la suite de l'invasion israélienne du Liban, le VA-105 a opéré à partir de l'USS John F. Kennedy (CV-67) lors de son second déploiement en mer Méditerranée, pour soutenir une évacuation des Américains.

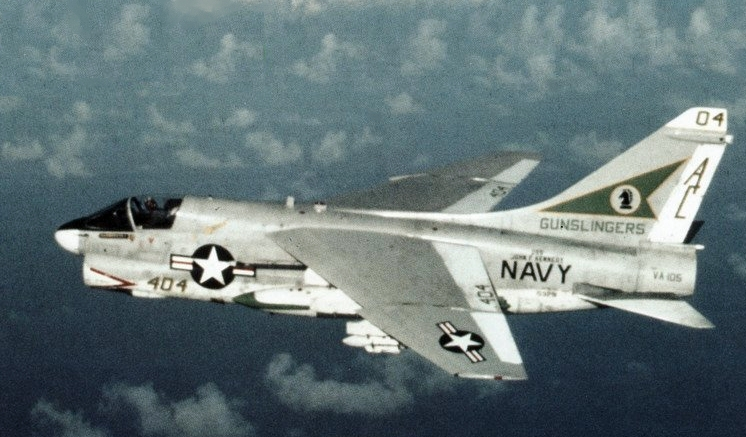
A-7E Corsair II du VA-105 sur USS John F. Kennedy en1982

De juillet à décembre 1984, l'escadron se déploie au MCAS Iwakuni, affecté au Marine Aircraft Group 12 (MAG-12). C'était la première fois qu'un escadron de l'US Navy participait au programme de déploiement d'unité de l'United States Marine Corps et le premier escadron de la Marine depuis la Seconde Guerre mondiale à passer sous le commandement d'un officier du Corps des Marines. Pendant son déploiement avec les Marines, la principale mission de l'escadron était l'appui aérien rapproché.
Au cours des années 1980, l'escadron a effectué huit déploiements à l'étranger, dont six en Méditerranée avec l'USS Forrestal (CV-59) au sein du Carrier Air Wing Six (CVW-6}, et une croisière autour du monde en 1983 à bord de l'USS Carl Vinson (CVN-70) au sein du Carrier Air Wing Fifteen (CVW-15) lors de son voyage inaugural.

### Années 1990

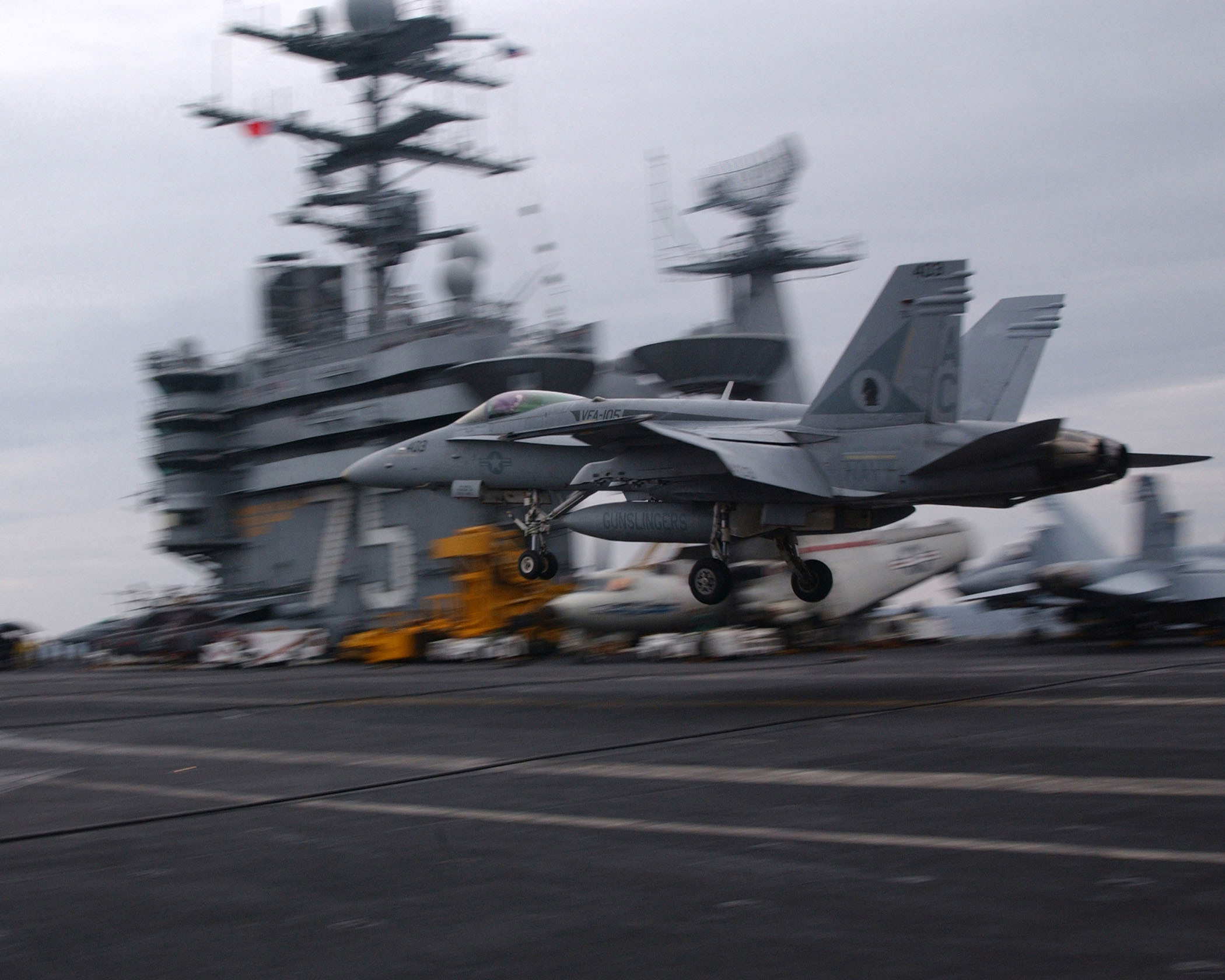
F-A18 Hornet du VFA-105

Le VA-105 a été renommé Strike Fighter Squadron 105 (VFA-105) le 17 décembre 1990, lors de la transition de l'escadron vers le F/A-18C Hornet. L'escadron a été affecté au Carrier Air Wing Three (CVW-3) à bord de l'USS John F. Kennedy (CV-67) le 1er septembre 1991.
Le VFA-105 a effectué quatre déploiements en mer Méditerranée lors de cette décennie, à bord de l'USS John F. Kennedy (1992-93) ; sur l'USS Dwight D. Eisenhower (CVN-69) (1993-94) ; sur l'USS Theodore Roosevelt (CVN-71) (1996-97) et enfin sur l'USS Enterprise (CVN-65) (1998-99) à l'appui de l' Opération Southern Watch et de l'Opération Desert Fox.

### Années 2000

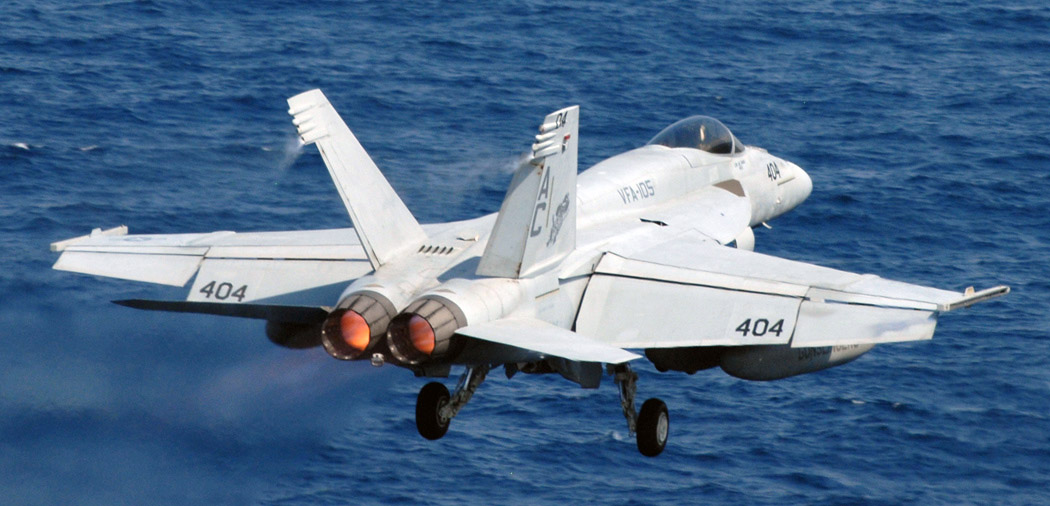
F/A-18E hornet du VFA-105 lancé depuis l'USS Harry S. Truman en 2007

le VFA-105, toujours au sein du CVW-3, effectue cinq déploiements à bord de l'USS Harry S. Truman (CVN-75) en mer Méditerranée, golfe Persique et mer d'Arabie. L'escadron effectue des missions à l'appui de l'Opération Southern Watch (OSW) et à l'appui de l'Opération Iraqi Freedom.
Le VFA-105 est devenu le premier escadron de la côte Est à passer au F/A-18E Super Hornet en juillet 2006. En mars 2007, le VFA-105 est devenu le premier escadron opérationnel de chasseurs d'attaque de l'US Navy à être commandé par une femme lorsque la Rear Admiral Sara A. Joyner (en) a pris le commandement.

### Années 2010

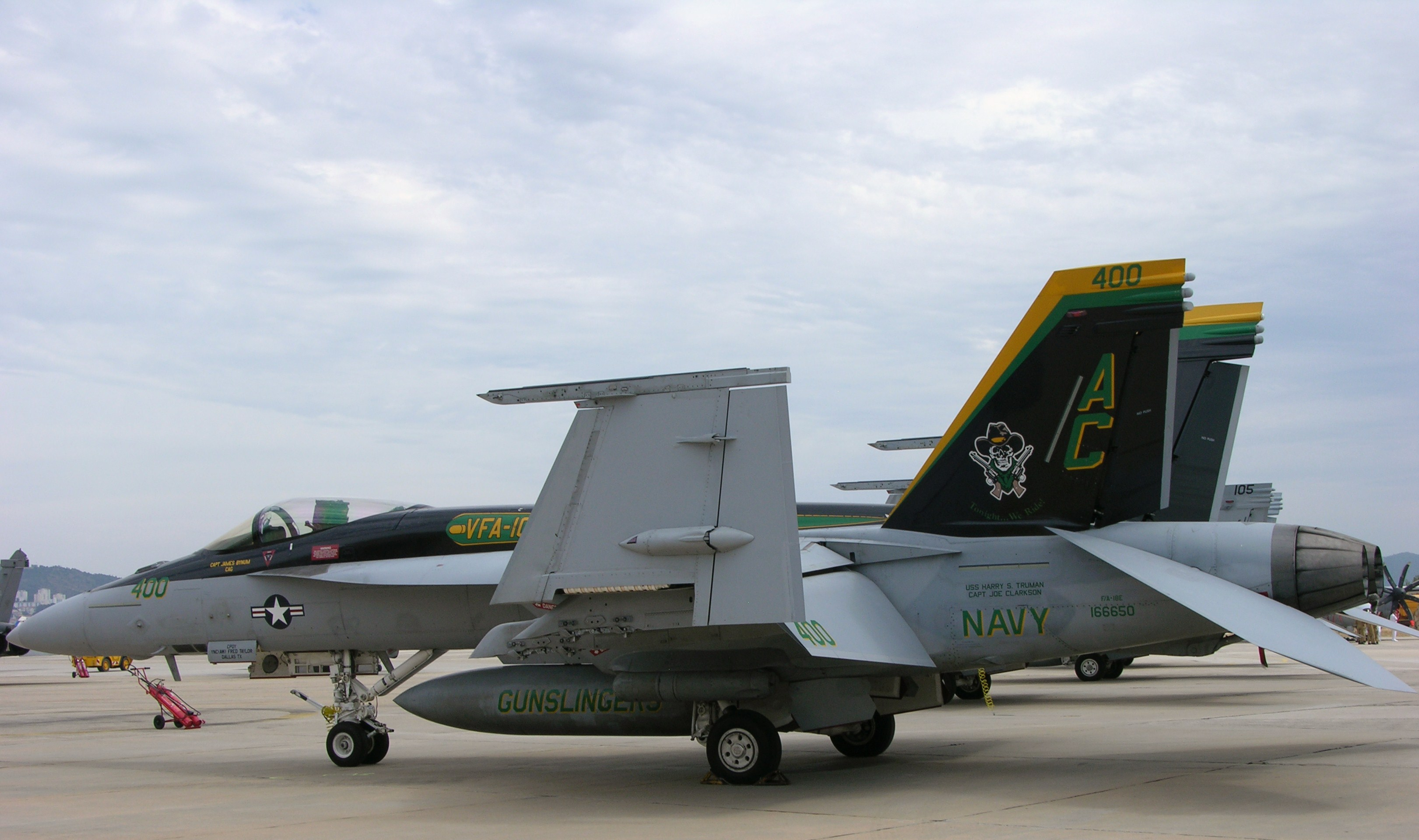
Super Hornet du VFA-105

Le VFA-105 effectue deux déploiements, au sein du CVW-3, à bord de l'USS Harry S. Truman (CVN-75) en mer Méditerranée et mar d'Arabie.
En 2013-14, le VFA-105 s'est déployé à l'appui de l'Opération Enduring Freedom. En janvier 2014, deux escadrons F/A-18E ont été déployés à bord du porte-avions nucléaire de la Marine nationale française Charles de Gaulle pour la première fois.
En 2016 et en 2020, le VFA-105 s'est déployé à bord de l'USS Dwight D. Eisenhower (CVN-69) en mer Méditerranée.